# Nilobezzia yasumatsui
Nilobezzia yasumatsui är en tvåvingeart som beskrevs av Wirth och Ratanaworabhan 1981. Nilobezzia yasumatsui ingår i släktet Nilobezzia och familjen svidknott.
Artens utbredningsområde är Thailand. Inga underarter finns listade i Catalogue of Life.